# وایتول (تنسی)
وایتول (به انگلیسی: Whitwell) شهری در ایالت کشور ایالات متحده آمریکا است که جمعیت آن در سرشماری سال ۲۰۱۰ میلادی، ۱٬۶۹۹ نفر بوده‌است.